# Rambergita
La rambergita es un mineral de la clase de los minerales sulfuros, y dentro de esta pertenece al llamado “grupo de la wurtzita”. Aunque conocido desde mucho antes no fue aprobado como mineral hasta 1995, siendo la localidad tipo Garpenberg, en la provincia de Dalarna (Suecia), siendo nombrada así en honor de Hans Ramberg, mineralogista y petrólogo sueco. Un sinónimo es su clave: IMA1995-028.

## Características químicas
Es un sulfuro sencillo de manganeso. Tiene una relación de dimorfismo con la alabandita, mineral de igual fórmula química pero con sistema cristalino cúbico. Como todos los del grupo de la wurtzita son sulfuros simples del sistema cristalino hexagonal.

## Formación y yacimientos
Se encuentra en sedimentos con anfíboles laminados anóxicos ricos en materia orgánica, en el mar Báltico. Se forma en yacimientos de minerales de la plata hidrotermales de baja o media temperatura.
Suele encontrarse asociado a otros minerales como: esfalerita, pirita, andorita, jamesonita o cuarzo.